# Yéghiché Tourian
Yéghiché Tourian (en arménien : Եղիշէ Դուրեան ; en turc : Yeğişe Turyan), né le 23 février 1860 à Constantinople (Empire ottoman) et mort le 27 avril 1930 à Jérusalem, est un ecclésiastique arménien, patriarche de Constantinople en 1909-1910 et patriarche de Jérusalem en 1921-1929.